# Pimonte
Pimonte là một đô thị ở tỉnh Napoli ở vùng Campania, cách khoảng 30 km về phía đông nam của Napoli. Tại thời điểm ngày 31 tháng 12 năm 2004, đô thị này có dân số 5.946 người và diện tích là 12,5 km².
Đô thị Pimonte bao gồm frazioni (đơn vị cấp dưới, chủ yếu là thôn làng) Centro, Tralia, and Franche.
Pimonte giáp các đô thị: Agerola, Castellammare di Stabia, Gragnano, Positano, Scala, Vico Equense.